# 柳璧
柳璧（?—?），字寶玉，一字宾玉，唐朝京兆华原人，出自河东柳氏，柳公綽之孙，柳仲郢第三子，柳璞、柳珪之弟，柳玭之兄。
柳珪大中九年（855年）登进士第，清秀文雅，曾作《马嵬诗》，被韩琮、杜牧、李商隐称道。马植为陈许忠武军节度使，征辟他为掌书记，又跟随马植转任汴州宣武军节度使。李瓚担任桂管经略使，表奏为观察判官。柳璧极言规劝李瓚不法之事，李瓚不听，柳璧拂衣而去。不久，桂府军乱。入朝为右补阙。黄巢之乱，唐僖宗幸蜀，召柳璧充翰林学士，官至右谏议大夫。其子柳懷素，字知白。